# Christina Kelder
Christina Kelder (ur. 13 sierpnia 1981 r. w Bolzano) – włoska biegaczka narciarska, brązowa medalistka mistrzostw świata juniorów.

## Kariera
Po raz pierwszy na arenie międzynarodowej Christina Kelder pojawiła się w styczniu 2000 roku podczas mistrzostw świata juniorów w Štrbskim Plesie, gdzie wywalczyła brązowy medal w sprincie techniką dowolną. Rok później, podczas Mistrzostw Świata Juniorów w Karpaczu w tej samej konkurencji była ósma.
W Pucharze Świata zadebiutowała 18 grudnia 2000 roku w Engelbergu, zajmując 39. miejsce w sprincie stylem dowolnym. Pierwsze punkty wywalczyła rok później, 19 grudnia 2001 roku w Asiago, plasując się na 26. pozycji w tej samej konkurencji. W klasyfikacji generalnej sezonu 2001/2002 zajęła ostatecznie 88. miejsce. Najlepsze wyniki w Pucharze Świata osiągnęła w sezonie 2004/2005, który ukończyła na 33. miejscu. Nie stała na podium indywidualnych zawodów pucharowych, ale wraz z Karin Moroder była trzecia w sprincie drużynowym 7 grudnia 2003 roku w Dobbiaco.
W 2003 roku wzięła udział w mistrzostwach świata w Val di Fiemme, zajmując między innymi 13. miejsce w sprincie techniką dowolną. Startowała także na mistrzostwach świata w Oberstdorfie w 2005 roku, gdzie w sprincie klasykiem uplasowała się na 24. pozycji. W 2005 roku zakończyła karierę.

## Osiągnięcia

### Mistrzostwa świata
| Miejsce | Dzień     | Rok  | Miejscowość   | Konkurencja              | Czas biegu | Strata  | Zwyciężczyni     |
| ------- | --------- | ---- | ------------- | ------------------------ | ---------- | ------- | ---------------- |
| 41.     | 20 lutego | 2003 | Val di Fiemme | 10 km stylem klasycznym  | 25:47,0    | +3:15,7 | Bente Skari      |
| 30.     | 22 lutego | 2003 | Val di Fiemme | 10 km łączony            | 26:38,4    | +1:05,8 | Kristina Šmigun  |
| 13.     | 26 lutego | 2003 | Val di Fiemme | Sprint stylem dowolnym   | 3:28,8     | -       | Marit Bjørgen    |
| DNF     | 19 lutego | 2005 | Oberstdorf    | 2x7,5 km bieg łączony    | 42:16,8    | -       | Julija Czepałowa |
| 24.     | 22 lutego | 2005 | Oberstdorf    | Sprint stylem klasycznym | 2:15,5     | -       | Emelie Öhrstig   |

### Mistrzostwa świata juniorów
| Miejsce | Dzień       | Rok  | Miejscowość   | Konkurencja             | Wynik     | Strata  | Zwycięzca              |
| ------- | ----------- | ---- | ------------- | ----------------------- | --------- | ------- | ---------------------- |
| 7.      | 25 stycznia | 2000 | Štrbské Pleso | 5 km stylem dowolnym    | 14:35,3   | +1:07,5 | Jekatierina Sczastliwa |
| 3.      | 29 stycznia | 2000 | Štrbské Pleso | Sprint stylem dowolnym  | ?         | -       | Pirjo Manninen         |
| 5.      | 27 stycznia | 2000 | Štrbské Pleso | Sztafeta 4x10km         | 1:03:23,5 | +1:36,2 | Szwecja                |
| 10.     | 30 stycznia | 2000 | Štrbské Pleso | 15 km stylem klasycznym | 50:48,1   | +1:24,5 | Evi Sachenbacher       |
| 20.     | 30 stycznia | 2001 | Karpacz       | 15 km stylem dowolnym   | 46:43,5   | +3:18,2 | Pirjo Manninen         |
| 11.     | 1 lutego    | 2001 | Karpacz       | 5 km stylem klasycznym  | 15:42,6   | +1:10,0 | Lina Andersson         |
| 8.      | 3 lutego    | 2001 | Karpacz       | Sprint stylem dowolnym  | ?         | -       | Pirjo Manninen         |
| 6.      | 4 lutego    | 2001 | Karpacz       | Sztafeta 4x5 km         | 1:05:16,6 | +1:44,2 | Finlandia              |

### Puchar Świata

#### Miejsca w klasyfikacji generalnej
- sezon 2001/2002: 88.
- sezon 2002/2003: 56.
- sezon 2003/2004: 34.
- sezon 2004/2005: 33.

#### Miejsca na podium
Kelder nie stała na podium indywidualnych zawodów Pucharu Świata.